# Монтенегро II (Бриндизи)
Монтенегро II (итал. Montenegro II) је насеље у Италији у округу Бриндизи, региону Апулија.
Према процени из 2011. у насељу је живело 48 становника. Насеље се налази на надморској висини од 30 м.